# Onet-le-Château
Onet-le-Château ist eine französische Gemeinde mit 12.062 Einwohnern (Stand 1. Januar 2022) im Département Aveyron im Süden Frankreichs. Die Einwohner werden Castonétois genannt.

## Geografie
Onet-le-Château ist eine Vorstadt von Rodez am oberen Aveyron. Sie ist, gemessen an der Fläche, die viertgrößte im Département nach Rodez, Millau und Villefranche-de-Rouergue.

## Bevölkerungsentwicklung
| Jahr                       | 1962 | 1968 | 1975 | 1982 | 1990 | 1999 | 2006   | 2018   |
| Einwohner                  | 1515 | 4741 | 6391 | 9473 | 9705 | 9922 | 10.418 | 11.659 |
| Quellen: Cassini und INSEE |      |      |      |      |      |      |        |        |

## Sehenswürdigkeiten
Im Bereich der Gemeinde gibt es 28 Schlösser oder Burgen. Am bekanntesten ist die Burg Onet-le-Château.

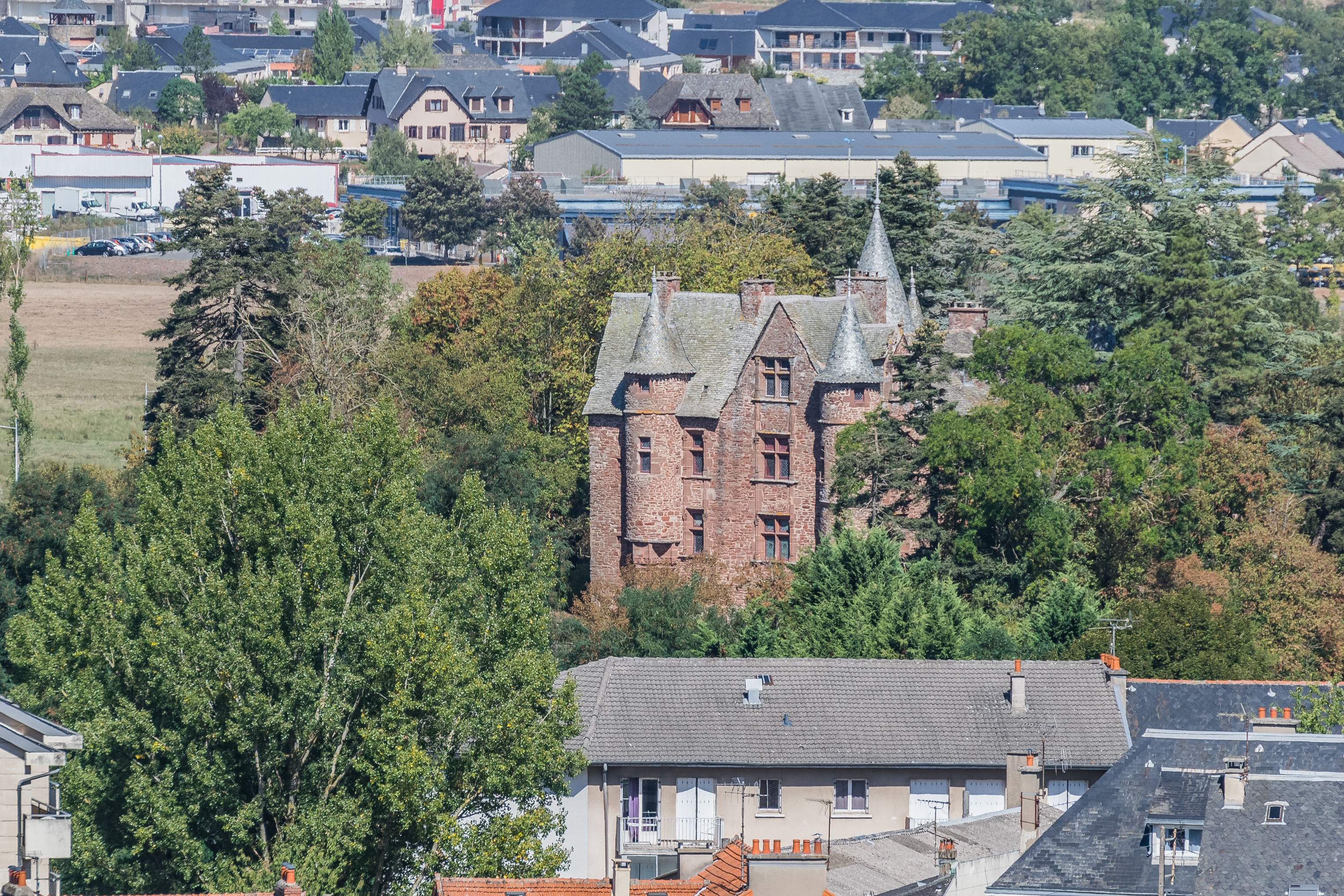
Schloss Canac
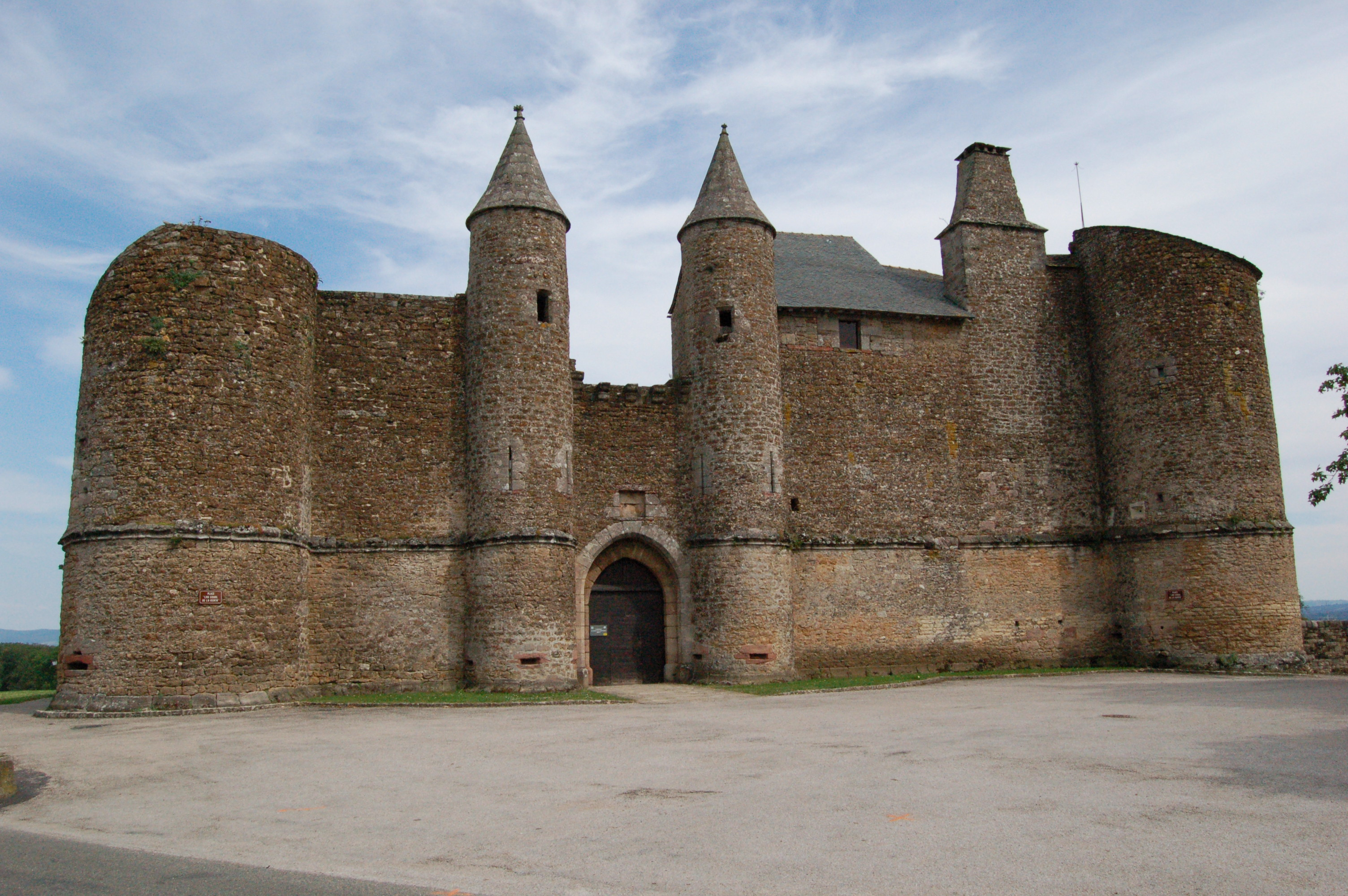
Burg Onet-le-Château
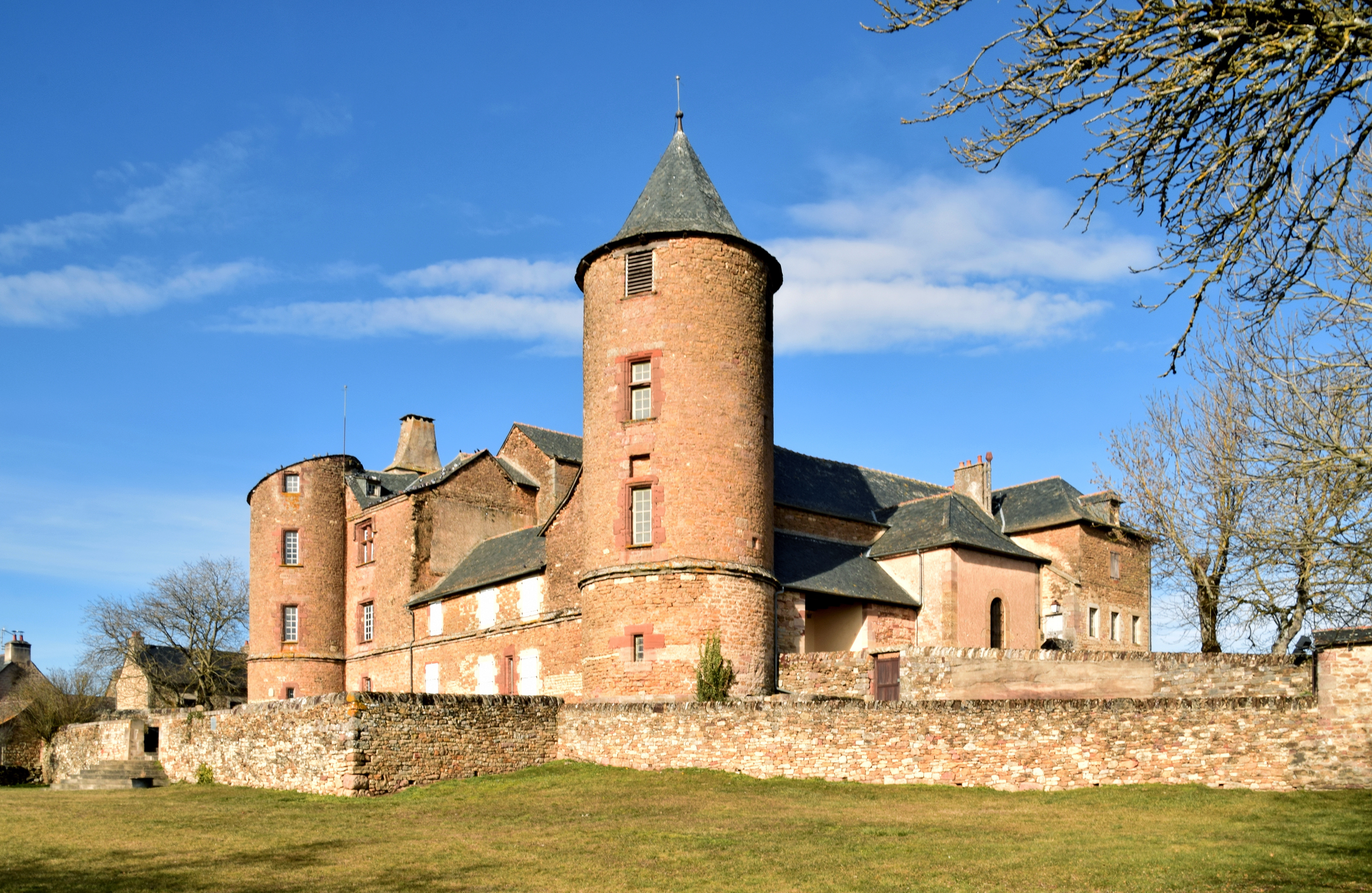
Burg Onet-le-Château
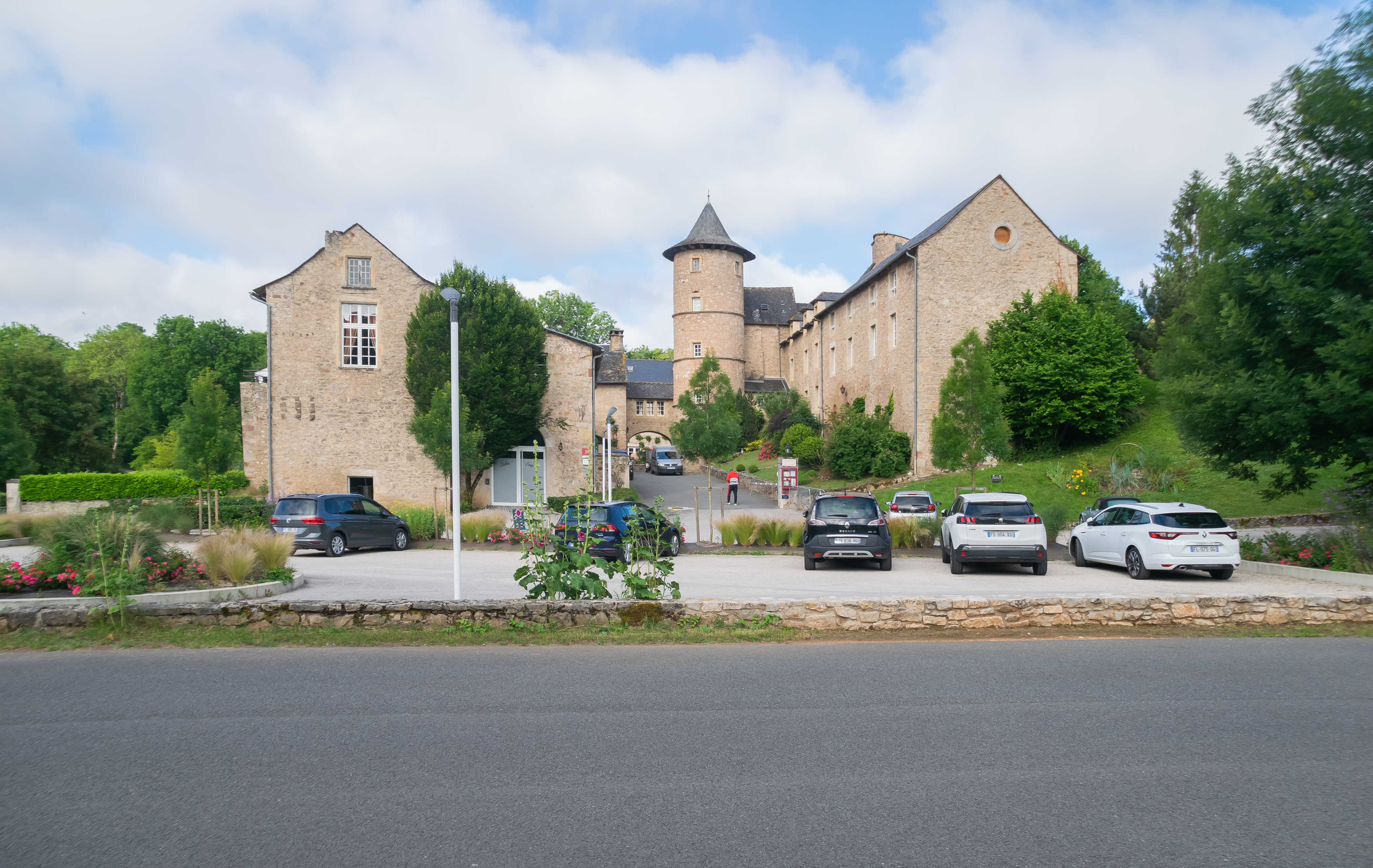
Schloss Fontanges
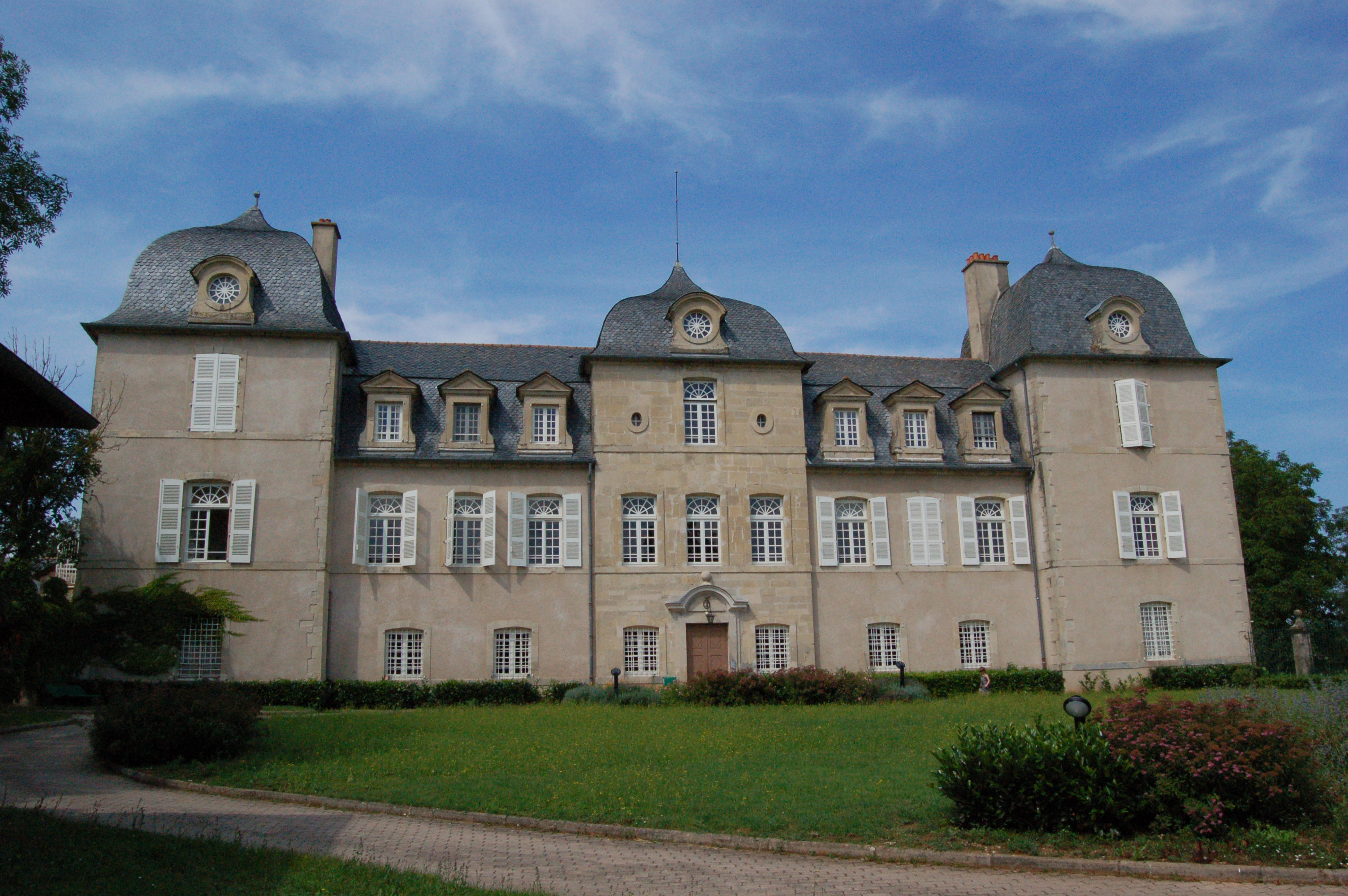
Schloss Floyrac
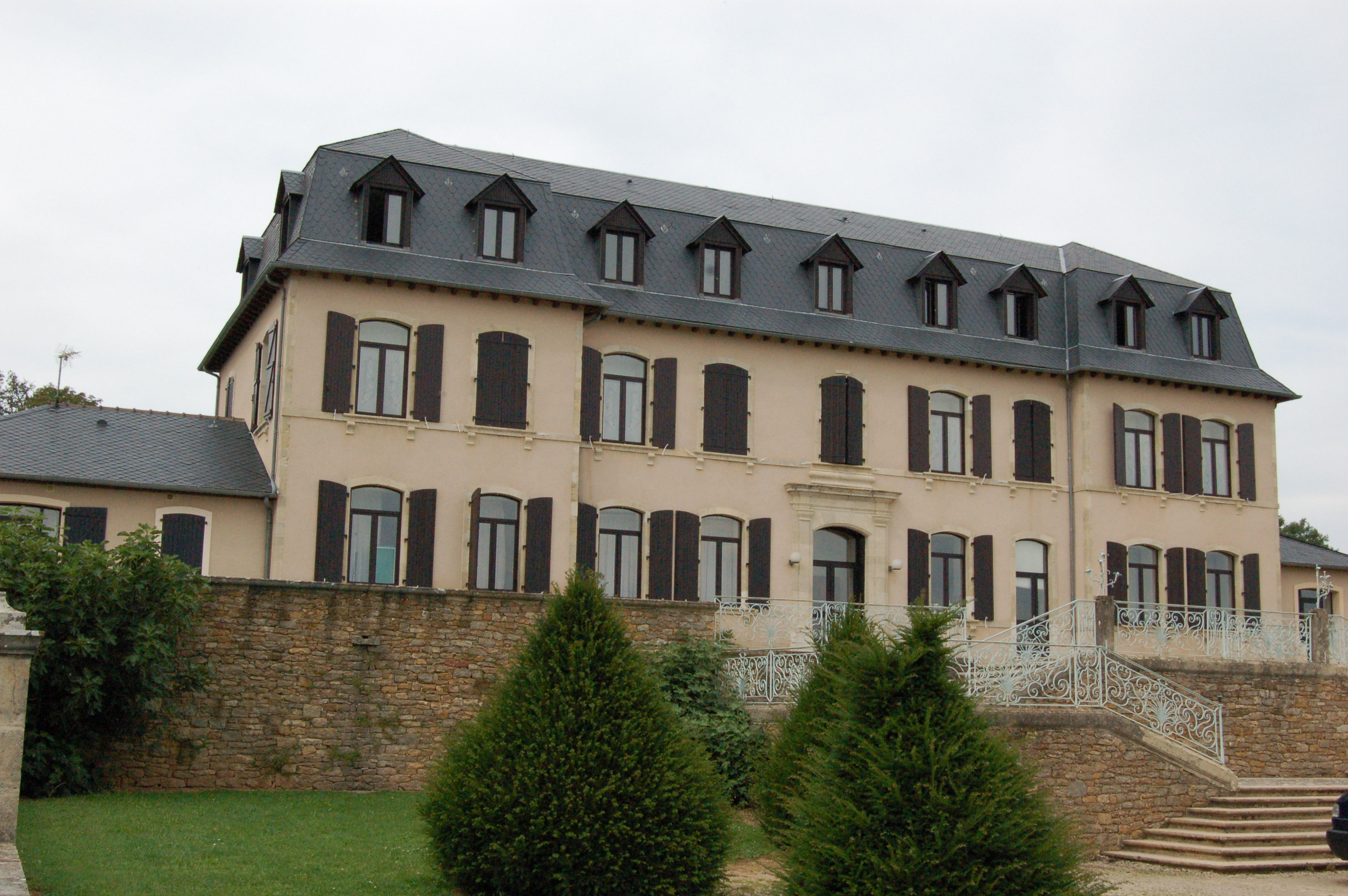
Schloss Vabre

Siehe auch: Liste von Burgen, Schlössern und Festungen im Département Aveyron (mit den Namen aller 28 Schlösser und Burgen der Gemeinde)

## Gemeindepartnerschaft
Onet-le-Château ist die Partnergemeinde von Stegaurach.